# Mugomera (vattendrag i Makamba)
Mugomera är ett vattendrag i Burundi.   Det ligger i provinsen Makamba, i den södra delen av landet, 100 kilometer sydost om huvudstaden Bujumbura.
Omgivningarna runt Mugomera är en mosaik av jordbruksmark och naturlig växtlighet. Runt Mugomera är det ganska tätbefolkat, med 172 invånare per kvadratkilometer.